# Northampton Town
Northampton Town (offiziell: Northampton Town Football Club) – auch bekannt als The Cobblers (deutsch Die Schuster) – ist ein englischer Fußballverein aus Northampton, der seit der Saison 2023/24 in der EFL League One, der dritthöchsten englischen Profiliga, spielt.

## Geschichte
Der Verein wurde 1897 von Lehrern der Northampton and District Elementary Schools' Association gegründet. Noch im selben Jahr wurde der Verein Mitglied der Northamptonshire League, 1899 wechselte der Klub in die Midland League, 1901 in die Southern League.
Bei Bildung der Third Division 1920 wurde Northampton in die Football League aufgenommen. Bis 1961 spielte man stets in der untersten Profiklasse (erst Third Division, ab 1958 Fourth Division). Dann begann ein rasanter Aufstieg, der den Verein bis 1965 in die First Division führte. Zwar mussten die Cobblers, wie der Verein auch genannt wird, nach einem Jahr als 21. wieder absteigen, aber dieses Jahr ist bis heute die erfolgreichste Spielzeit des Klubs. Am 23. April 1966 wurde im damaligen County Ground (seit 1994 spielt man im kleineren aber modernen Sixfields Stadium) mit 24.523 Zuschauern gegen den FC Fulham der noch heute gültige Besucherrekord aufgestellt.
Nach dem Abstieg aus der ersten Liga ging es ebenso schnell wieder bergab, wie es zuvor aufwärtsgegangen war. Bereits 1969 war Northampton Town wieder in der Viertklassigkeit angekommen und seither pendelt man zwischen den beiden untersten englischen Profiligen.
Prominentester Spieler der Gegenwart war der deutsche Nationaltorwart und Weltmeister Ron-Robert Zieler, der in der Saison 2008/09 als noch weitgehend unbekannter 19-Jähriger bei Northampton Town spielte, jedoch nur zu zwei Einsätzen kam.

## Ligazugehörigkeit
- 1897–1899: Northamptonshire League
- 1899–1901: Midland League
- 1901–1920: Southern League
- 1920–1958: Football League Third Division South
- 1958–1961: Football League Fourth Division
- 1961–1963: Football League Third Division
- 1963–1965: Football League Second Division
- 1965/66: Football League First Division
- 1966/67: Football League Second Division
- 1967–1969: Football League Third Division
- 1969–1976: Football League Fourth Division
- 1976/77: Football League Third Division
- 1977–1987: Football League Fourth Division
- 1987–1990: Football League Third Division
- 1990–1992: Football League Fourth Division
- 1992–1997: Football League Third Division
- 1997–1999: Football League Second Division
- 1999/00: Football League Third Division
- 2000–2003: Football League Second Division
- 2003/04: Football League Third Division
- 2004–2006: Football League Two
- 2006–2009: Football League One
- 2009–2016: Football League Two
- 2016–2018: EFL League One
- 2018–2020: EFL League Two
- 2020/21: EFL League One
- 2021–2023: EFL League Two
- seit 2023: EFL League One

## Trainer
- Herbert Chapman (1907–1912)
- Dave Bowen (1959–1966, 1969–1971)
- Tony Marchi (1967–1968)
- Ron Flowers (1968–1969)
- Billy Baxter (1972–1973)
- Bill Dodgin (1973–1976, 1980–1982)
- Pat Crerand (1976–1977)
- Tony Barton (1984–1985)
- Ian Atkins (1994–1999)
- Terry Fenwick (2003)
- Colin Calderwood (2003–2006)
- Gary Johnson (2011)
- Adrian Boothroyd (2011–2013)
- Chris Wilder (2014–2016)
- Rob Page (2016–2017)
- Justin Edinburgh (2017)
- Jimmy Floyd Hasselbaink (2017–2018)
- Keith Curle (2018–2021)
- Jon Brady (2021–2024)
- Kevin Nolan (seit 2024)